# Brjanskoje (Kaliningrad)
Brjanskoje (russisch Брянское, deutsch Pruszischken, 1935 bis 1945 Preußendorf (Ostpr.), litauisch Prūsiškiai) ist ein Ort in der russischen Oblast Kaliningrad im Rajon Gussew. Der Ort gehört zur kommunalen Selbstverwaltungseinheit Stadtkreis Gussew.

## Geographische Lage
Brjanskoje am Nordufer der Pissa liegt am östlichen Stadtrand von Gussew (Gumbinnen), zwei Kilometer vom Stadtzentrum entfernt. Durch den Ort verläuft eine Nebenstraße (27K-062), die von Gussew über Perwomaiskoje (Sadweitschen, 1938 bis 1946 Altkrug) nach Podgorowka (Groß Baitschen) führt. Gussew ist die nächste Bahnstation an der Bahnstrecke Kaliningrad–Nesterow (Königsberg–Stallupönen/Ebenrode), einem Teilstück der Preußischen Ostbahn, zur Weiterfahrt nach Moskau.

## Geschichte
Das als Prusskiem bereits vor 1539 erwähnte Dorf wurde am 18. März 1874 zu einem Amtsdorf erhoben und damit namensgebend für einen neu errichteten Amtsbezirk. Ab 1935 umbenannt in „Amtsbezirk Preußendorf (Ostpr.)“, bestand dieser bis 1945 und gehörte zum Kreis Gumbinnen im Regierungsbezirk Gumbinnen der preußischen Provinz Ostpreußen.
In Pruszischken waren im Jahre 1910 779 Einwohner registriert. Ihre Zahl steigerte sich bis 1933 auf 903 und belief sich – inzwischen hieß das Dorf ab 20. Juli 1935 offiziell „Preußendorf (Ostpr.)“ – 1939 auf 917.
Im Jahre 1945 wurde das Dorf in Kriegsfolge wie alle Orte im nördlichen Ostpreußen der Sowjetunion zugeordnet. 1947 erhielt es die russische Bezeichnung Brjanskoje nach der Herkunft der Neusiedler aus der russischen Oblast Brjansk und wurde gleichzeitig Sitz eines Dorfsowjets im Rajon Gussew, den es allerdings spätestens in den 1960er Jahren abgeben musste. Von 2008 bis 2013 gehörte der Ort zur städtischen Gemeinde Gussew gorodskoje posselenije und seitdem zum Stadtkreis Gussew.

### Amtsbezirk Pruszischken/Preußendorf, 1874–1945
In den Amtsbezirk Pruszischken (1935 bis 1946: Amtsbezirk Preußendorf (Ostpr.)) waren bei seiner Errichtung sieben Dörfer eingegliedert. Am Ende waren es noch drei:
| Ortsname           | Änderungsname 1938 bis 1946   | Russischer Name | Bemerkungen                                |
| ------------------ | ----------------------------- | --------------- | ------------------------------------------ |
| Friedrichsfelde    |                               |                 |                                            |
| Lasdinehlen        | Gut Altkrug                   |                 | 1928 nach Sadweitschen eingemeindet        |
| Narpgallen         | Riedhof                       |                 | 1928 nach Sadweitschen eingemeindet        |
| Norutschatschen    |                               |                 | 1918 nach Gumbinnen eingemeindet           |
| Pruszischken       | ab 1935: Preußendorf (Ostpr.) | Brjanskoje      |                                            |
| Sadweitschen, Dorf | Altkrug                       | Perwomaiskoje   |                                            |
| Sadweitschen, Gut  |                               |                 | 1928 nach Sadweitschen, Dorf, eingemeindet |

Am 1. Januar 1945 gehörten noch Altkrug, Friedrichsfelde und Preußendorf zum Amtsbezirk.

### Brjanski selski Sowet/okrug 1947–2008
Der Dorfsowjet Brjanski selski Sowet (ru. Брянский сельский Совет) wurde im Juni 1947 eingerichtet. Sein Verwaltungssitz war zunächst die Siedlung Brjanskoje. Vor 1968 wechselte die Verwaltung nach Podgorowka und vor 1988 nach Perwomaiskoje. Nach dem Zerfall der Sowjetunion bestand die Verwaltungseinheit als Dorfbezirk Brjanski selski okrug (ru. Брянский сельский округ). Im Jahr 2008 wurden die vier verbliebenen Orte des Dorfbezirks auf die städtische Gemeinde Gussew gorodskoje  posselenije (im Falle von Brjanskoje) und die Landgemeinde Kalininskoje selskoje posselenije (im Falle von Lomowo, Perwomaiskoje und Podgorowka) verteilt.
| Ortsname                     | Name bis 1947/50                           | Bemerkungen                                                                         |
| ---------------------------- | ------------------------------------------ | ----------------------------------------------------------------------------------- |
| Brjanskoje (Брянское)        | Pruszischken, 1938–1945: „Preußendorf“     | Der Verwaltungssitz bis vor 1968.                                                   |
| Ljubimowka (Любимовка)       | Klein Baitschen                            | Der Ort wurde 1947 umbenannt und vor 1975 an den Ort Podgorowka angeschlossen.      |
| Lomowo (Ломово)              | Puspern                                    | Der Ort wurde 1947 umbenannt.                                                       |
| Nekrassowo (Некрасово)       | Klein Puspern und zu Puspern               | Der Ort wurde 1950 umbenannt und vor 1988 an den Ort Lomowo angeschlossen.          |
| Oneschskoje (Онежское)       | Schröterlauken, 1938–1945: „Schrötersheim“ | Der Ort wurde 1950 umbenannt und vor 1975 an den Ort Podgorowka angeschlossen.      |
| Perwomaiskoje (Первомайское) | Sadweitschen, 1938–1945: „Altkrug“         | Der Ort wurde 1950 umbenannt und war seit vor 1988 der Verwaltungssitz.             |
| Podgorowka (Подгоровка)      | Groß Baitschen                             | Der Ort wurde 1947 umbenannt und war von vor 1968 bis vor 1988 der Verwaltungssitz. |
| Rabotkino (Работкино)        | Tublauken, 1938–1945: „Schweizersfelde“    | Der Ort wurde 1947 umbenannt und vor 1975 an den Ort Lomowo angeschlossen.          |
| Sewerskoje (Северское)       | Pabbeln                                    | Der Ort wurde 1947 umbenannt und vor 1975 an den Ort Lomowo angeschlossen.          |

## Kirche
Die Mehrheit der Bevölkerung Pruszischkens resp. Preußendorfs war vor 1945 evangelischer Konfession in reformierter Tradition. Somit war das Dorf in das Kirchspiel der Neustädtischen Kirche in Gumbinnen eingepfarrt. Sie war Teil der besonderen reformierten Inspektion, die ihren Sitz in Königsberg (Preußen) hatte, wohl aber zur Kirchenprovinz Ostpreußen der Kirche der Altpreußischen Union gehörte. Heute liegt Brjanskoje im Einzugsbereich der in den 1990er Jahren neu entstandenen evangelisch-lutherischen Gemeinde der Salzburger Kirche in Gussew, die der Propstei Kaliningrad (Königsberg) der Evangelisch-lutherischen Kirche Europäisches Russland zugehört.